# Zoel García de Galdeano
Zoel García de Galdeano y Yanguas va ser un matemàtic espanyol del segle xix i començaments del XX.

## Biografia
García de Galdeano va néixer a Pamplona, fill d'un tinent coronel de l'exèrcit que va morir durant la insurrecció de Santo Domingo. En veure’s privat dels mitjans econòmics suficients per a estudiar per la mort del pare, la família es va traslladar a Saragossa el 1863 i, només a base d'esforç, va aconseguir els títols de magisteri i de pèrit agrimensor.
El 1869 va obtenir el títol de Batxiller, examinant-se per lliure, i va començar els seus estudis de Filosofia i Lletres i de Ciències a la Universitat de Saragossa, graduant-se en ambdues especialitats l'any 1871.
Des de 1872 fins a 1889 va exercir com a professor de matemàtiques a diverses escoles i instituts (Calahorra, Logroño, Ciudad Real, Toledo i Almeria). Serà precisament a Toledo on iniciarà la seva faceta d'autor de treballs matemàtics, introduint a Espanya els més moderns conceptes de la Matemàtica Europea.
El 1889 va obtenir per oposició la càtedra de Geometria analítica a la Universitat de Saragossa, institució que ja no abandonaria fins a la seva jubilació el 1918, tot i que el 1896 va passar a la càtedra de Càlcul infinitesimal.

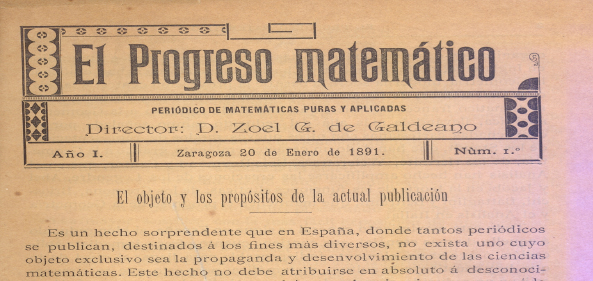
Capçalera del primer número de la revista El Progreso Matemático.

El 1891 va fundar la primera revista estrictament matemàtica publicada a Espanya: El Progreso Matemático, sent-ne l'editor principal en els dos períodes en què es va publicar (1891-1895 i 1899-1900). També va ser el primer matemàtic espanyol contemporani que va participar de forma asídua a congressos internacionals de matemàtiques.
La seva qualificació tècnica i la seva experiència internacional el van portar a presidir la Sociedad Matemática Española (avui RSME) des del 1916 fins a la seva mort. També va ser un actiu membre de la Asociación Española para el Progreso de las Ciencias i de la Academia de Ciencias Exactas, Físico-Químicas y Naturales de Zaragoza, de la que també en va ser fundador.

## Principals Obres
García de Galdeano va publicar uns dos-cents treballs entre llibres, articles, conferències i ressenyes. Només es destaquen els seus llibres més importants.
- Geometria Elemental (1882; 2a edició ampliada: 1888)
- Crítica y síntesis de álgebra (1888)
- Geometria General (1892, 1r volum; 1895, 2n volum)
- Estudios de crítica y pedagogía matemática (1900)
- Tratado de Análisis Matemático (1904, Volums 1, 2 i 3; 1905, Volums 4 i 5)
- Teoría de las ecuaciones diferenciales (1906)